# Lingoria
Lingoria is een kevergeslacht uit de familie van de boktorren (Cerambycidae). De wetenschappelijke naam van het geslacht werd voor het eerst geldig gepubliceerd in 1901 door Fairmaire.

## Soorten
Lingoria is monotypisch en omvat slechts de volgende soort:
- Lingoria sanguinicollis Fairmaire, 1901